# 황병학
황병학(黃柄學, 1876년~1931년 4월 23일)은 대한민국 임시정부 군자금 모금책으로 활동했던 독립운동가의병 대장이다. 전라남도 광양 출신이며, 본관은 창원, 호는 영문(英文)이다.
장남 황용현, 장손자 황호부, 장증손자 황승훈, 장고손자 황상우. 

## 생애와 활동
1905년 황병학은 황사중(黃士中), 한성순(韓性純), 고견(高堅)과 같이'을사 조약'에 대항하고자 의병 조직을 결심한다.

### 백운산 의병활동
1908년 포수 300명을 모아 의병을 일으켜 백운산을 중심으로 활동했다. 황병학 의병부대의 첫 전투는 진월면 망덕만(望德灣)에 거주하는 일본인들에 대한 기습공격이다. 당시, 망덕만(望德灣)은 일본인의 수탈 전진기지였다. 황병학 의병부대는 1908년 음력 8월 5일(양력 9월 1일) 새벽 3시, 150명의 의병들이 망덕만(望德灣)을 기습해 6척의 일본인 선박과 여섯 채의 일본인 주택을 불태우고 일본인이 소유하고 있던 10정의 양총을 확보했다.
1909년 음력 1월 광양헌병분견소 기습작전을 펼친다. 당시 일본군은 황병학 의병부대 토벌을 위해 헌병분견소를 설치, 운영 중이었다

### 의병 해산과 임시정부 활동
1909년 음 7월 19일 일본군의 압력으로 의병 본거지 백운산에서의 활동이 어려워진 의병부대는 본진을 여수의 묘도로 옮기기로 한다. 250여명의 의병 중 남은 이들은 100여명에 불과했다. 황병학 의병부대의 이동 계획은 일본군에게 발각되었고 해상 전투를 치른다. 이 전투에서 의병 절반 이상 되는 등 큰 타격을 입는다. 1909년 9월부터 일본군이 영남과 호남지방의 의병활동을 제재하고자 ‘남한대토벌작전’을 전개하기 시작한다. 이에 따라 황병학은 의병을 해산하고 신분을 숨기며 살아간다.
1918년 전라남도 고흥출신 독립운동가 기산도(奇山度)와 함께 ‘임시정부국민대회 전라도의무금모집단’을 조직
한다. 이들은 전라남도를 중심으로 상해 임시정부 활동자금을 모아서 보내는 임무를 수행했다. 1919년 황병학은 삼일운동을 계기로 다시 독립운동에 적극 나선다. 그 뒤 기산도와 함께 평안도까지 가는 도중 기산도만 일본경찰에 체포된다. 황병학은 만주지방으로 망명한 뒤 대한민국 임시정부에서 독립운동을 하게 된다.

### 말년과 최후
1923년 대한민국 임시정부 명령으로 군자금 확보를 위해 조선에 잠입하던 중 신의주에서 일본경찰에 체포된다. 평양형무소에서 4년 간 감옥생활을 한 뒤 1927년 고향 비촌리으로 돌아온다. 이후 고문 후유증으로 건강이 악화되었고 1931년 4월 23일 56세의 나이로 사망한다.

## 사후
- 1968년 건국훈장 독립장이 추서되었다.

- 1977년 진상면 비촌리에 있던 묘소를 동작동 국립묘지로 이장하였다[8].